# Thermotogati
Règne
Synonymes
- Thermotogida Luketa 2012

Les Thermotogati sont un règne du domaine Bacteria – taxon qui réunit toutes les bactéries connues. Son nom provient de Thermotoga qui est le genre type de ce règne.

## Taxonomie
Le nom correct complet (avec auteur) de ce taxon est Thermotogati Battistuzzi & Hedges 2024. 
Le genre type est Thermotoga Stetter & Huber 1986.

### Étymologie
L'étymologie du nom Thermotogati vient du nom du genre type de ce règne, Thermotoga ce qui donne Ther.mo.to.ga’ti. (N.L. fem. n.) avec le suffixe -ati (N.L. neut. pl. n.) qui permet de décrire un règne. Le nom final est Thermotogati (N.L. fem. pl. n. ), le règne des Thermotoga.

## Liste des phyla
Selon LPSN (7 février 2025), le règne Thermotogati comporte les trois phyla suivant aux noms corrects et valides selon les critères de nomenclature des procaryotes :
- Deinococcota Weisburg et al. 2021
- Synergistota Jumas-Bilak et al. 2021
- Thermotogota Reysenbach 2021